# 辛克宏定理
辛克宏定理（英語：Sinkhorn's theorem）是线性代数中的一个定理，指所有元素为正的方块矩阵都可以写成一个正对角矩阵、一个双随机矩阵与另一个正对角矩阵之积的形式。

## 定理
如果{\displaystyle A}是所有元素都严格为正的{\displaystyle n\times n}矩阵，则存在元素严格为正的对角矩阵{\displaystyle D_{1}}和{\displaystyle D_{2}}，使得{\displaystyle D_{1}AD_{2}}是双随机矩阵，即每一行或列之和均为1。矩阵{\displaystyle D_{1}}和{\displaystyle D_{2}}在前者乘以一个正数、后者除以相同正数的情况下是唯一的。

## 辛克宏-诺普算法
一个逼近双随机矩阵的简单迭代方法是交替地缩放{\displaystyle A}中所有行与列的比例，使其元素之和为1。辛克宏和诺普（Knopp）提出了该算法并分析了其收敛性。这一算法与调查统计学中的迭代比例拟合本质上相同。

## 扩展
在酉矩阵中存在类似的结论：对于任意酉矩阵{\displaystyle U}，都存在两个对角酉矩阵{\displaystyle L}和{\displaystyle R}，使得{\displaystyle LUR}的每一列和每一行的元素之和均为1。
对矩阵间映射也有类似的扩展结论：给定一个克劳斯（Kraus）算子{\displaystyle \Phi }表示将一个密度矩阵映射到另一个密度矩阵的量子操作，即
{\displaystyle S\mapsto \Phi (S)=\sum _{i}B_{i}SB_{i}^{*},}
其满足迹不变
{\displaystyle \sum _{i}B_{i}^{*}B_{i}=I,}
并且其范围在正定锥内部（严格正定）。在此条件下，存在正定的缩放因子{\displaystyle x_{j}}（{\displaystyle j\in \{0,1\}}），使得缩放后的克劳斯算子
{\displaystyle S\mapsto x_{1}\Phi (x_{0}^{-1}Sx_{0}^{-1})x_{1}=\sum _{i}(x_{1}B_{i}x_{0}^{-1})S(x_{1}B_{i}x_{0}^{-1})^{*}}
是双随机的，即
{\displaystyle x_{1}\Phi (x_{0}^{-1}Ix_{0}^{-1})x_{1}=I,}
{\displaystyle x_{0}^{-1}\Phi ^{*}(x_{1}Ix_{1})x_{0}^{-1}=I,}
其中{\displaystyle I}表示恒等算子。

## 应用
2010年代，辛克宏定理开始被用于求解熵正则化的最优传输问题。这一方法在机器学习领域引起了关注，因为由此得到的辛克宏距离（Sinkhorn distance）可用于评估数据分布之间的差异。在一些最大似然训练效果不佳的情况下，这种方法可以改进机器学习算法的训练效果。